# Galenica

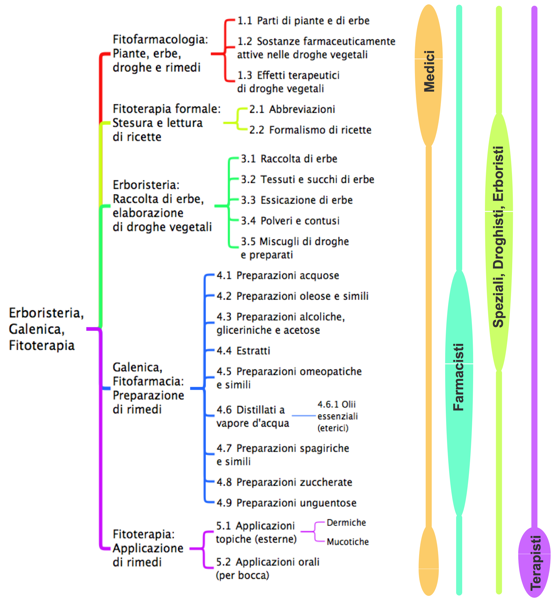
Temi di galenica tradizionale e professioni coinvolte

Con galenica si intende la preparazione di farmaci (il cosiddetto farmaco galenico) e rimedi a partire da droghe grezze o sostanze chimiche e sostanze ausiliarie, allestiti dal farmacista nel laboratorio della farmacia. Il nome proviene da Galeno, il medico antico il cui testo è rimasto a base della scienza medica per secoli.

## Caratteristiche
La galenica tradizionale era l'arte degli speziali come intermediari tra medici e ammalati, visto che i rimedi fitoterapici erano praticamente gli unici rimedi disponibili.
La galenica classica trattava principalmente cinque temi:
- Parti di piante ed erbe utilizzabili come rimedi grazie alle loro sostanze farmaceuticamente attive e le loro proprietà terapeutiche. Era il regno di medici e farmacisti.
- Formalismo della ricettazione, per evitare confusioni tra le persone coinvolte nei processi di trasformazione e di applicazione.
- La raccolta di erbe e la loro elaborazione in droghe grezze era prevalentemente fatto da erboristi, speziali e droghisti.
- La preparazione di rimedi, spesso composti, era maggiormente curato dagli speziali.
- L'applicazione del rimedio era spesso fatto dall'utente stesso o dal terapista su prescrizione del medico tramite il farmacista.

Il grafico accanto dimostra i principali temi galenici di una volta e le professioni maggiormente coinvolte.